# Чёрный буффало
Чёрный буффало (лат. Ictiobus niger) — лучепёрая рыба семейства чукучановых.
Обитает в бассейне Миссисипи, преимущественно в восточных притоках Огайо, Тенесси, вблизи устья Миссури. Промысловый вид.
В СССР завезён в 1971 году, первоначально в рыбопитомник в Горячем Ключе, затем в 1974 году в другие прудовые хозяйства европейской части России и водоёмы Алтая. Выпускается в Куйбышевское и Саратовское водохранилища.
В Белоруссии разведение началось в 1976 году.
Предпочитает мутные воды с сильно заиленным дном, мелкие заиленные пруды и болота.
Держится в придонных слоях и по характеру поведения напоминает карпа.